# Wauchope (Saskatchewan)
Pour les articles homonymes, voir Wauchope.
Wauchope (prononcé « walk-up ») est une communauté non incorporée située dans le Sud-Est de la Saskatchewan au Canada. Elle fait partie de la division de recensement (en) No 1 (en) et de la municipalité rurale d'Antler No 61 (en). Elle est située sur l'autoroute 13 entre les bourgs de Manor et de Redvers. Au début du XXe siècle, la communauté était une communauté fransaskoise florissante. De nos jours, la communauté ne comprend que cinq familles. Elle comprend toujours l'église catholique et son presbytère ainsi qu'un grand cimetière catholique. L'église n'est plus utilisée pour les messes de manière régulière, mais la communauté continue de l'entretenir et l'utilise pour des occasions spéciales.